# Deus (album)
Deus è il 21º album in studio di Adriano Celentano, pubblicato nel 1981.

## Storia
Anche questo album è pieno di cover come Deus, che è la celebre Banana Boat di Harry Belafonte, L'artigiano è la versione in italiano di High Time We Went di Joe Cocker, mentre Dove vai Jack? è il rifacimento di un altro brano ben noto, Hit the Road Jack interpretato originariamente da Ray Charles.

## Tracce
1. Deus – 5:41
2. Mi fanno ridere – 4:23
3. Crazy Movie – 2:19
4. Quando – 3:45
5. L'artigiano – 7:12
6. L'estate è già qua – 2:35
7. Dove vai Jack? – 3:23
8. L'ora del rock – 2:22

## Formazione
- Adriano Celentano – voce, cori
- Paolo Steffan – chitarra elettrica, cori
- Pinuccio Pirazzoli – chitarra elettrica, cori
- Gaetano Leandro – tastiera
- Claudio Bazzari – chitarra elettrica
- Gigi Cappellotto – basso
- Tullio De Piscopo – batteria
- Mimmo Seccia, Renato Pareti – cori